# Цивцивадзе Ілля Венедиктович
Ілля Венедиктович Цивцивадзе (20 березня 1881, місто Хоні Кутаїської губернії, тепер Грузія — розстріляний 15 березня 1938, місто Москва, тепер Російська Федерація) — радянський партійний і господарський діяч, революціонер-підпільник. Член ВЦВК. Член Центральної Ревізійної Комісії РКП(б) у 1919—1921 роках.

## Життєпис
Народився в селянській родині. До 1902 року навчався у Кутаїській духовній семінарії, виключений за антидержавну пропаганду.
З 1902 року не працював, професійний революціонер-підпільник. Член РСДРП з 1903 року
У 1903—1904 роках керував підпільними друкарнями Батумського та Тифліського комітетів РСДРП. Брав активну участь у російській революції 1905—1907 років; був учасником організації бойових формувань у Закавказзі та редактором-видавцем газети РСДРП «Дро» (Час).
З 1911 по 1915 рік — на підпільній роботі в Москві. У 1915 році заарештований, засуджений за антидержавну діяльність, засуджений до адміністративної висилки до Іркутської губернії (с. Качуг, с. Голи). Після Лютневої революції у березні 1917 року звільнений.
З 1917 року — відповідальний організатор Замоскворецького районного комітету РСДРП(б) міста Москви, член Московського комітету РСДРП(б). У дні жовтневого перевороту 1917 року — член Замоскворецького районного військово-революційного комітету, член Тимчасового секретаріату Московського міського комітету РСДРП(б), учасник збройного повстання у Москві.
З грудня 1917 року — член президії Московської ради, керуючий справами Московської ради, голова Слідчої комісії, заступник голови Московського революційного трибуналу.
У 1921—1922 роках — керуючий справами Ради народних комісарів Грузинської РСР, заступник голови виконавчого комітету Тифліської ради. У 1922 році — заступник голови Тифліського міського відділу комунального господарства.
У 1922—1929 роках — заступник завідувача Московського міського відділу комунального господарства.
У 1929 році — заступник голови Московського окружного відділу робітничо-селянської інспекції.
У 1930—1931 роках — голова Мосм'ясопрому.
З 1931 року — начальник Московського обласного управління дорожнього транспорту (Мособлдортрансу).
До вересня 1937 року — директор заводу Особливого технічного бюро РСЧА.
8 вересня 1937 року заарештований органами НКВС. 15 березня 1938 року за звинуваченням в участі в контрреволюційній терористичній організації засуджений Військовою колегією Верховного суду СРСР до страти, того ж дня розстріляний та похований на розстрільному полігоні «Комунарка» в Московській області. 
Посмертно реабілітований 18 квітня 1956 року.